# مارتين غونزاليس
مارتين غونزاليس هو لاعب كرة قدم أوروغواياني في مركز الدفاع، ولد في 3 يونيو 1994. لعب مع نادي رينتيستاس.

## وصلات خارجية
- مارتين غونزاليس على موقع قاعدة بيانات كرة القدم.إي يو (الإنجليزية)
- مارتين غونزاليس على موقع Soccerway.com (الإنجليزية)
- مارتين غونزاليس على موقع AS.com (الإسبانية)